# Ламберт II от Нант
Ламберт II (на френски: Lambert II; * пр. 834; † 1 май 852) от фамилията на Гвидоните, е граф на Нант („ex territorio Nannetense ortus“) и Анже.

## Биография
Той е вторият син на Ламберт I от Нант и Адалхайд от Лангобардия (* след 800 г.), най-голямата дъщеря на Пипин от Италия.
През 834 г., след свалянето и изгонването на баща му като привърженик на Лотар I, Ламберт II и неговият брат Варнарий (Garnier) остават в Графство Нант.
Ламберт се бие на 25 юни 841 г. в битката при Fontenoy-en-Puisaye на страната на Карл Плешиви против граф Рихвин от Нант, наследникът на неговия баща. Рихвин пада убит, но Ламберт не получава Графство Нант, на което той се смята за легитимен наследник. Поставен е граф Ренод от Хербагес, след което Ламберт напуска служенето си при Карл и се присъединява към бретонеца граф Номиное и викинга Хейстингс.
На 24 май 843 г. Ренод пада убит в битка. След оттеглянето на неговите съюзници Ламберт поема властта в Нант. В края на октомври или началото на ноември 845 г. той прекратява съюза си с Номиное и се подчинява на краля. За награда той остава граф на Нант и получава още Графство Анже и Бретонската марка.
През декември 846 г. Карл Плешиви изгонва Ламберт от Нант, но през 849 г. го извиква обратно и му дава Нант, Графство Рен и земите южно от Лоара. През 850 г. той отново е свален и Ламберт отново заедно с Номиное разрушава стените на Нант и Рен, за да попречат на кралските войски. През 851 г. Ламберт придружава Номиное в неговия поход против Неустрия. След неговата неочаквана смърт във Вандом на 7 март 851 г., Ламберт поема командването при връщането на бретонците.
При опит да си създаде ново владение между Мен и Анжу, Ламберт е убит на 1 май 852 г. в сблъсък с Роргонидите. Той е погребан в „Saponarias“.

## Фамилия
Ламберт се жени през 850/851 за Ротруда, дъщеря на бившия император Лотар I (Каролинги). С нея той има един син Витберт (Викберт) († 883), на когото настойник става синът на Лотар Лотар II. През 869 г. след смъртта на Лотар II той става настойник на Хуго, херцог на Елзас. Витберт има титлата граф, но вероятно няма управлението на Нант.